# ダイヤモンドの物質特性
ダイヤモンドの物質特性（ダイヤモンドのぶっしつとくせい）では、ダイヤモンドの物理、光学、電気そして熱的特性について述べる。ダイヤモンドは炭素の同素体で、ダイヤモンド結晶構造と呼ばれる特殊な立方格子で炭素原子が配列している。ダイヤモンドは光学的に等方性を持つ鉱物で基本的には透明である。原子どうしが強い共有結合をしているため、自然界に存在する物質の中で最も硬い。しかし、構造的な欠点があるためダイヤモンドの靱性はあまり良くない。引張強さの値は不明で、60 GPaまで観測され、結晶方位次第では最大225 GPaまで達すると予測される。硬度は結晶方向によって違う異方性で、ダイヤモンド加工を行うには注意が必要である。屈折率2.417と高く、また分散率は0.044と他の鉱物と比較してさほど大きくないが、これらの特性がカット加工を施したダイヤモンドの輝きを生み出す。ダイヤモンドの結晶欠陥の有無により主に4つに分類される。微量の不純物が炭素原子と置換され、時に格子欠陥をも引き起こすが、様々な色を帯びたダイヤモンドを作り出す。大抵のダイヤモンドは電気絶縁体であるが、優れた熱伝導体にもなる。他の鉱物と異なり、産地や不純物の有無を含め、全てのダイヤモンド結晶の比重はほぼ一定である。

## 物理的特性

### 硬さと結晶構造
ダイヤモンドは古代ギリシャ語で" ἀδάμας "（ラテン文字転写で" adámas ":「固有、独特」、「不変」、「壊れにくい」の意味）として知られ、時にアダマント（adamant, 日本語で「無砕石」と訳される）と言われていた。ダイヤモンドのモース硬度は「10」で、地球上に存在する物質の中で最も硬い。結晶構造は、各炭素原子が隣り合う4つの原子を共有結合により結合しているため、極めて硬い構造を有する。窒化ホウ素はダイヤモンドと同じ閃亜鉛鉱構造をしている為、ダイヤモンドの硬度とほぼ等しい。現在はβ-C3N4という仮想の物質がダイヤモンドと同じ、或いはそれ以上の硬度をもつと予測されている。ナノサイズの粒径を有する一部のダイヤモンド粉末は大きな結晶のダイヤモンドよりも硬く、靱性もある為、研磨材としての利用価値が高い。ダイヤモンドテストに必要なこれらの超硬材料を利用するためには、ダイヤモンドの硬さに関する正確な数値を調査しなければならない。純粋なダイヤモンド結晶の[111]方向（立方晶の最長の対角線）に垂直な面をハイパーダイヤモンドの圧子先端で引っ掻いたところ、167 GPaの硬度を計測した。一方、そのハイパーダイヤモンドの硬度は他のハイパーダイヤモンド圧子で測ると310 GPaであった。この試験は検査対象物よりも硬い圧子先端で行っているため、正確な測定が可能である。恐らくハイパーダイヤモンドの硬度は最大でも310 GPaと推測される。
ダイヤモンドの引張強さは不明であるが、60 GPaまで観測されている。そして結晶格子と結晶方向が欠陥もなく完全であれば、90 GPaから225 GPaまで耐えられるとされる。引張強度は、[100]の結晶方向（立方晶の格子面に垂直な方向）が最も大きく、次に[110]方向、そして[111]方向に対して最も弱い。
立方晶ダイヤモンドは八面体の面に対して4方向に完全な劈開をもち、切れ味の悪い刃先でも簡単に割れ、滑らかな劈開面が現れる。また、ダイヤモンドは結晶方位によっても硬度が異なる。立方体の面の対角線方向が最も硬く、最も軟らかい十二面体の面のそれより100倍の差があり、八面体の面に対する硬度はこの2極値の中間に位置する。ダイヤモンドカット加工はこれらの性質を大いに利用している。特にカリナン・ダイヤモンドのような大きなダイヤモンド原石から傷ついた箇所を除去する時や原石から2つ以上の宝石を作り上げる際は、ダイヤモンドの劈開も役に立つ。
ダイヤモンドの結晶構造は、ダイヤモンド立方晶系（空間群ではFd3mと表記）で、炭素原子で共有結合された四面体型で構成される。また六方晶のダイヤモンド（ロンズデーライト）が発見されたが、地球上に存在するのは非常に稀で、隕石中に含まれるか、研究実験により合成される。理論的にはロンズデーライトがダイヤモンドよりも硬いとされるが、ロンズデーライトの粒径サイズと質が十分でないため、この仮説を検証できないままである。ダイヤモンドの晶癖は自形で、形状は丸みを帯びた八面体あるいは滑らかな三角形の輪郭の八面体双晶を取りやすい。他にも十二面体や稀に立方体も発見される。これは不純物である窒素がダイヤモンドを自形結晶に形成しやすくする役割を果たしているという事実が判明している。カリナン・ダイヤモンドといわれる史上最大のダイヤモンドは発見当初は形が不恰好であった。このようなダイヤモンドは純粋で、その為たとえ窒素でもほとんど含まれない。
八面体ダイヤモンドの表面には成長途中にできた三角形状の欠損や腐食による窪み（これらはトライゴン(trigon)といわれる）が存在しているため強い光沢を示す。ダイヤモンドの断口は、階段状または貝殻状で不規則な割れ目をしている。八面体の表面に多数の階段状を形成し、球状に近い形をしたダイヤモンドは一般的にゴムに似た鈍い光沢を放つ。この成長欠陥には、うろこ状や波状などの形状が見られる。ブラジルやコンゴ民主共和国で採掘されたあるダイヤモンドは多結晶で、また色は不透明で暗色、球形または放射状をしている。これらは「バラス」として知られ、単結晶ダイヤモンドの劈開面が無いものとして工業的に重要である。カーボナードは不透明なナノサイズの微細結晶を有する。バラスと同様、劈開面が存在せず、比重は2.9から3.5と幅広い。ブラジル、ベネズエラ、ガイアナで発見された「ボート」といわれるダイヤモンドは、最も工業用ダイヤモンドとしての利用価値が高い。これもまた多結晶で半透明、不完全な形状をし、簡単に割れる。
非常に大きな硬度と強い分子結合を有する為、カット加工を施したダイヤモンドのカット面は最も平坦で、その面の縁は非常に鋭く尖っている。ダイヤモンドの表面は疎水性と親油性の性質を兼ね揃えている。前者の性質は、ダイヤモンドに水滴が置かれても、表面全体に拡散せずに水を弾くことを意味し、他のほとんどの鉱物はそのような特徴はない。そして後者の性質は、油やグリースはダイヤモンドに馴染みやすく、その他鉱物ではそれらは凝集する。この特性を利用してダイヤモンドがどうか疑わしい鉱物にグリースを塗布するグリースペンが開発されている。ダイヤモンド表面の炭素原子の末端が水素原子で結合している際は、ダイヤモンドは疎水性を、酸素原子とヒドロキシルラジカルでは親水性を示す。450 °C以上で適切な反応ガスで処理すれば、ダイヤモンド表面の特性は完全に変化する。天然ダイヤモンドの表面の半分以下は酸素の単分子層で、残りは水素で構成されている為、疎水性を示す。この性質を利用した「グリースベルト」といわれるものを用いて、鉱山でダイヤモンドと他の鉱物を区別している。

### 靱性

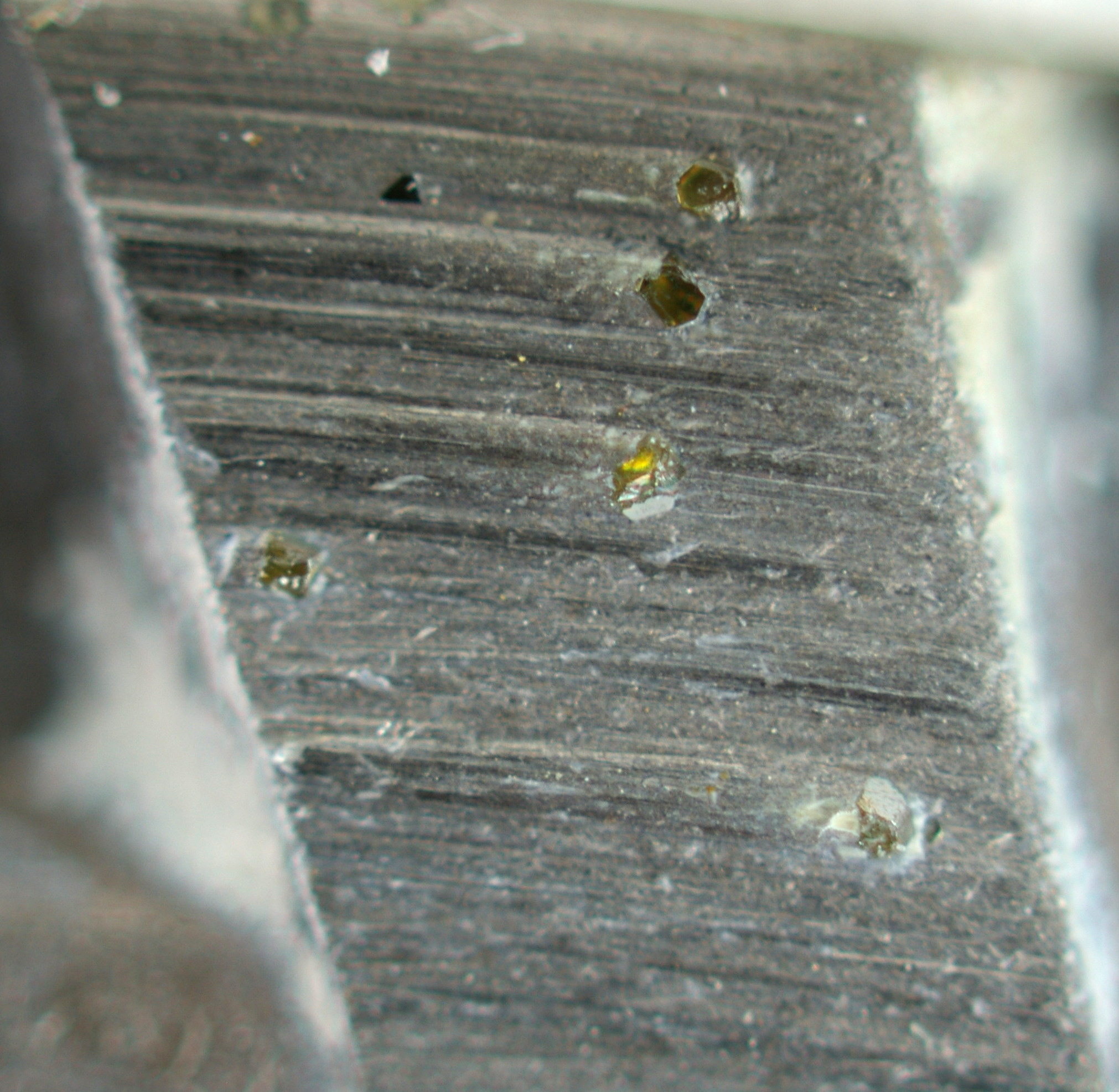
アングルグラインダーの刃に埋め込まれたダイヤモンド。

引っ掻きに対する硬さとは異なり、ダイヤモンドの破壊靱性はあまり良くない。靱性とは落下や衝撃による破損に耐える性質である。ダイヤモンドは完全な劈開を有するため、損傷しやすい。実際ダイヤモンドを通常のハンマーで打つと、粉々に砕かれる。天然ダイヤモンドの靱性は2.0 MPa・m1/2で、その他鉱物の靱性よりも大きい値であるが、多くの工業的な材料と比較すると幾分小さい。ダイヤモンドとそれ以外の鉱物にもいえることだが、鉱物の巨視的な幾何学構造が破損に対する耐性の強さを決定づけている。ダイヤモンドは劈開面を有し、それゆえに他の鉱物よりも幾つもの方向に割れやすい。
多結晶ダイヤモンドのバラスやカーボナードは例外で、単結晶ダイヤモンドよりも遥かに靱性が大きく、これらはドリルの刃などの産業的に利用されている。宝石カットされたダイヤモンドは損傷しやすく、保険会社に保険を掛けられないであろう。しかしブリリアントカットは他と異なり、宝石が損壊や粉砕の可能性を低減させるために考案されたカット技術でもある。
ダイヤモンド内には無関係な固体物質が紛れ込んでいることもある。主にカンラン石、ガーネット、ルビーなど様々な鉱物の内包物がダイヤモンドの構造的完全性を損なう。透明性を向上させるために、超音波洗浄や宝石用ブローランプに耐えられないガラスで破損部分を埋めたダイヤモンドは非常に脆い。このようなダイヤモンドを不適切に扱えば、粉砕する可能性がある。

## 光学的特性

### 呈色とその原因

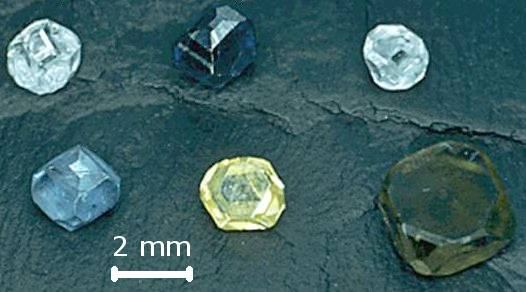
高温高圧法により、様々な色を帯びた合成ダイヤモンド（大きさは2 mm程）。

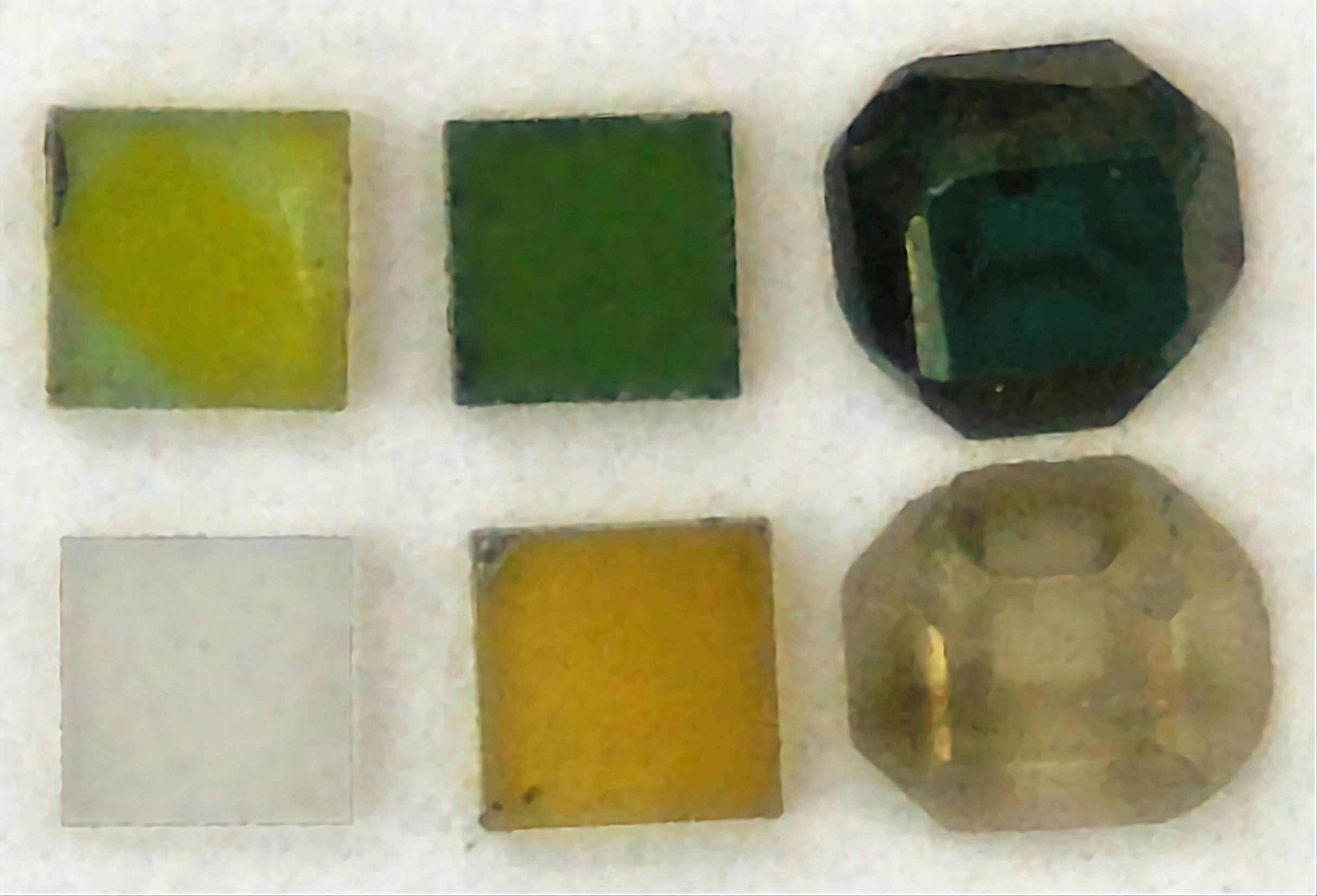
透明で純粋なダイヤモンド（左下）を(1)とする。そこから時計回りの順で、(2),(3),(4) はそれぞれ異なる放射線量の電子照射を行い、(5),(6) は電子照射の後、800 °Cでアニール処理を施している。

ダイヤモンドは様々な色を示す。ダイヤモンドの構造的な欠陥や不純物の存在により結晶構造に欠陥が生じ、その結果着色したダイヤモンドが生成される。理論的には、純粋なダイヤモンドは無色透明である。ダイヤモンドは不純物である窒素元素の有無により、主に2つの型（タイプ）に区別され、タイプごとに結晶欠陥や光の吸収スペクトルが異なる。
I型
I型のダイヤモンドには主に窒素原子が不純物として最大1 %含まれている。もし窒素原子が2つ1組、またそれ以上に凝集しても、ダイヤモンドの呈色に関して影響を及ぼさない（Ia型）。全ての宝石ダイヤモンドの約98 %はIa型であり、かつてダイヤモンドの一大生産地であった南アフリカのケープ州で採掘されたダイヤモンドもこの種類である。またIa型のように凝集した窒素原子が1つ1つばらばらに分散すれば、ダイヤモンドは濃い黄色や褐色を呈する（Ib型）。Ib型の天然ダイヤモンドは非常に稀で0.1 %以下しか存在しないが、窒素を含む合成ダイヤモンドは大抵このタイプである。I型のダイヤモンドは赤外線と紫外線領域両方の電磁スペクトルで波長320 nmの吸収が確認され、蛍光や可視光の吸収スペクトルの特徴を有する。
II型
II型のダイヤモンドは窒素の不純物がほとんど存在しない。このタイプの純粋なダイヤモンド（IIa型）は結晶成長過程で生じた塑性変形による構造異常が原因で、ピンクや赤、褐色を示す。IIa型のダイヤモンドは希少で、全ての宝石ダイヤモンドの1.8 %しか存在しなく、オーストラリア産のダイヤモンドが大部分を占める。また結晶母岩内に含まれるホウ素原子により鋼鉄のような青や灰色を呈したIIb型ダイヤモンドが確認されている。この種類の宝石ダイヤモンドは全体の0.1 %以下しか存在せず、また電気的特性が他のダイヤモンドと異なり半導体としても利用できる。しかしオーストラリアのアーガイル鉱山から採れる青灰色のダイヤモンドはIIb型ではなくI型である。IIb型ダイヤモンドは不純物として水素と窒素原子が多く混入しているが、着色原因は未だ解明されていない。II型のダイヤモンドは赤外線領域での吸収が弱く、不純物よりもむしろ結晶格子による原因で吸収が起こる。I型のダイヤモンドとは異なり、波長225 nm以下の紫外線では吸収せず、透過してしまう。これらもまた蛍光性を有するが、可視光領域での吸収が認められない。
またダイヤモンドの色を青や黄色などに、人工的に変化させる技術も確立している。サイクロトロンによるプロトン照射、核反応器を用いた中性子衝撃、そしてヴァンデグラフ起電機の電子照射により変色させる。これらの高エネルギー粒子は物理的に結晶格子を変化させ、炭素原子を本来あった場所から弾き飛ばすことで、格子欠陥の色中心を引き起こす。ダイヤモンドに色をより定着させるには、照射技術とその持続時間に関係し、時にはダイヤモンドが放射能を有する可能性がある。
天然ダイヤモンドの中には長年自然に放射線を浴び続け、色を帯びたものもある。ドレスデン・グリーンダイヤモンドはその好例で、これらは数ミクロンの極めて小さなウラン鉱石由来のアルファ粒子から放出する自然放射線により呈色したと考えられる。さらに、構造的に変形しているIIa型のダイヤモンドを高温高圧法で修復させれば、ほとんどまたは全ての色を除去できるかもしれない。

### 光沢

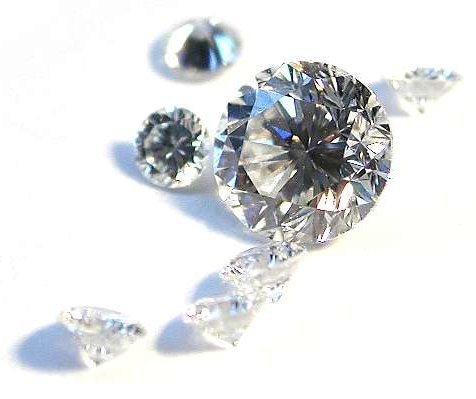
ラウンド・ブリリアントカットのダイヤモンドは、数は少なくても一つ一つに多くのカット面を施すことで、より輝きを増す。

ダイヤモンドの光沢は、" adamantine "（意味は単に「ダイヤモンドのような」）とも表現される。適切にカットされたダイヤモンドの表面は平坦で凹凸が無いため、光の反射能力は非常に良い。ダイヤモンドの屈折率（ナトリウムランプの波長589.3 nmで計測）は、2.417である。ダイヤモンドの結晶系は等軸晶系であるため、等方性の物質でもある。ダイヤモンドは0.044という高い分散率（可視光線波長による屈折率の変化の度合い）を有する為、カットダイヤモンドの炎のようにきらめく「輝き」がはっきりと認識できる。「輝き」は透明な宝石の中で観測されるプリズム効果のきらめきによるもので、宝石という観点から伺うと、これは恐らくダイヤモンドの最も重要な光学的特性であるといえる。この「輝き」を最大限に引き出すには、ダイヤモンドカットの種類とカット面の大きさの割合（特にカット上部の高さ）が決め手となる。しかし、あまりにも変わった色をしたダイヤモンドでは、場合によっては輝きを失う恐れがある。
ダイヤモンドよりも高い分散率をもつ鉱物が20種類以上存在する。例えば、チタン:0.051、アンドラダイト:0.057、錫石:0.071、チタン酸ストロンチウム:0.109、閃亜鉛鉱:0.156、合成ルチル:0.330、辰砂0.4となる。しかし、分散率の他にダイヤモンドは極めて高い硬度、摩耗・化学的耐久性、そして抜け目のない取引市場により、宝石として例外的な価値を生み出している。

### 蛍光
ダイヤモンドは蛍光性を示す。長波長領域の紫外線（365 nm）強度で様々な色の光を放出する。Ia型のケープ・ダイヤモンドは通常青色の蛍光を発し、また黄色の燐光も放つ為、宝石の中でも珍しい特性を有する。長波長の蛍光で青以外にも、褐色のダイヤモンドでは緑色、IIb型では黄色、薄紫、赤色の光を発する。主として、たとえ短波長の紫外線の蛍光を示したとしても、天然ダイヤモンドには殆ど存在しない。X線の影響下では、青みのかかった白、黄色や緑色のかかった蛍光を放出する。いくつかのダイヤモンド（特にカナディアン・ダイヤモンド）は蛍光作用を示さないものもある。
様々な色の発光メカニズムは詳しく解明されていない。IIa型とIIb型のダイヤモンドから発せられる青色の蛍光は、発光と結晶転位の直接的な関係性が電子顕微鏡で確実に分かる。しかし、Ia型のダイヤモンドから起こる青色発光は転位の他にも、3つの窒素原子が格子点欠陥の周囲に存在するN3欠陥によるものと考えられる。また天然ダイヤモンドにおける緑色発光は、空隙により2つの窒素原子が引き離されたH3中心によるものだが、合成ダイヤモンドでは合成時に使用されたニッケル触媒に由来するものだと考えられる。オレンジや赤の蛍光色が起こる原因はいくつか挙げられ、その一つの窒素‐空格子点中心は全タイプのダイヤモンドに存在する。

### 光吸収
Ia型のケープ・ダイヤモンド可視光領域における吸収スペクトル（直視分光器で計測）を観測すると、波長415.5 nmのはっきりした紫色の線が出現する。しかし、このダイヤモンドを非常に低い温度で冷却して観測すると、このスペクトル線が現れないことがある。これはその線以外のいくつかの弱いスペクトル線に関係している。これらの比較的弱い線はN3またN2光学中心と呼ばれ、3つの窒素原子が原子1個分の空隙の周りに存在する欠陥状態と関係している。褐色、緑また黄色のダイヤモンドに波長504 nmの緑色の可視光吸収スペクトル（H3中心）が、また時折波長537 nmと495 nmの弱い吸収スペクトル線（H4中心：4つの窒素原子と2つの格子欠落点が複雑に関係している欠陥）が確認される。IIb型ダイヤモンドは不純物のホウ素により遠赤外線領域での光吸収が見受けられることがあるが、観測可能な可視光の吸収スペクトルが存在しない。
宝石学専門の研究所ではダイヤモンドを天然か人工的に作製されたものか、また天然物に科学的な方法で着色させたものかどうか検査するための分光器を使用している。この分光器で赤外線、可視光、紫外線の吸収スペクトル、またダイヤモンドの蛍光スペクトルをも分析している。通常では認識されないスペクトルを検知するためダイヤモンドを液体窒素で冷却しながら測定している。

## 電気的特性
天然の青色ダイヤモンドにはホウ素が不純物として含まれる為、半導体として性質を有する。それ以外のダイヤモンドは優れた電気絶縁体で、100 GΩ・m から 1 EΩ・m (1011 - 1018 Ω・m ) の値をとる。オーストラリアのアーガイル鉱山では青色また青みのかかった灰色のダイヤモンドが採掘され、これには水素が豊富に含まれている。しかし、これらのダイヤモンドは半導体には向かず、実際に水素が青灰色に呈する原因なのかどうか明らかではない。自然に青色を帯びたダイヤモンドはホウ素を含み、合成ダイヤモンドにホウ素をドープし、p型半導体として利用できる。n型半導体のダイヤモンド膜は化学気相蒸着法によりリンをドープすることにより作製できる。PN接合を施したダイオードや紫外線発光ダイオード（波長235 nm）はp型とn型の層を連続的に堆積させて生産されている。
2004年4月、学術雑誌ネイチャーの報告によれば、高温高圧法によりホウ素をドープした合成ダイヤモンドは、超伝導へ遷移する温度である4 K以下では、大半は超伝導体になる。多くの化学蒸着技術により十分に合成されたホウ素ドープ薄膜は後に超伝導が見受けられ、超伝導へ遷移する最高温度は2009年現在で11.4 Kを記録した。

## 熱的特性

### 熱伝導性
大抵の電気絶縁体と異なり、ダイヤモンドは結晶内の共有結合が強固なため、優れた熱伝導体となる。天然の青色ダイヤモンドのほとんどは、炭素原子から置換されたホウ素を含み、それが高い熱伝導性を有する原因となる。天然ダイヤモンドの熱伝導率は約22 W/(cm・K) である。質量数12の炭素原子(12C) 99.9 %で構成された単結晶合成ダイヤモンドは、室温における熱伝導率は33.2 W/(cm・K) と全ての固体物質中最も大きく、銅のそれの5倍である。そのため高い熱伝導率をもつダイヤモンドは、半導体製造中に起こるオーバーヒートからシリコンやその他半導体に不可欠な材料を保護する目的で利用されている。フェルミ電子がデバイ温度付近で通常のフォノン性移動モードを振る舞う際に、低温時の熱伝導性はさらに良くなるとされ、12C原子で多く占めるダイヤモンドの熱伝導率は104 Kで410 W/(cm・K) までに達する。
宝石職人や宝石学者はダイヤモンドの高い熱伝導性を応用した熱電極プローブを利用して、ダイヤモンドとそのイミテーションを判別している。1組2本のプローブの先端には高純度の銅が取り付けられ、電池式のサーミスタとして成立する。一方のプローブは熱を発生させ、それを他方のプローブが温度を測定している。もし検査対象がダイヤモンドなら、プローブから発せられた熱エネルギーが、もう一つのプローブで温度変化を瞬時に観測でき、時間にしてわずか2、3秒しか要しない。しかし、1998年にダイヤモンドの熱伝導率に近い炭化ケイ素の熱電極プローブが導入され、将来ダイヤモンドと代替する物質として注目されている。

### 熱的安定性

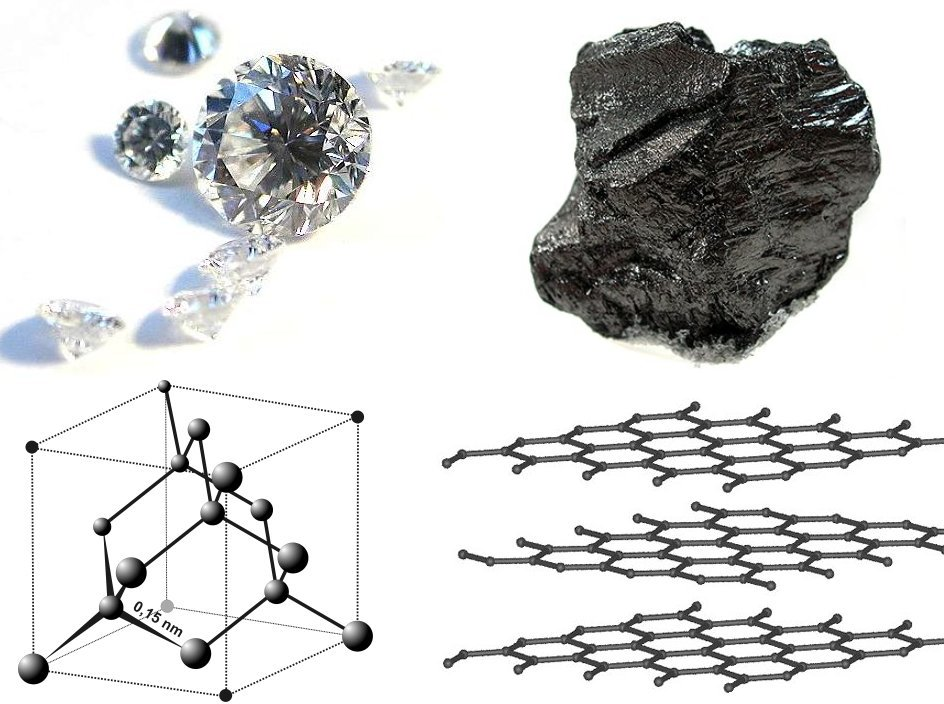
ダイヤモンドとグラファイト（黒鉛）は炭素の同素体で、共に炭素元素のみで構成されているが、結晶構造は全く異なる。

ダイヤモンドは炭素元素で構成されている為、700 °C以上の空気中で酸化する。酸素が存在しない高濃度のアルゴンガス中では1700 °Cまで持ちこたえる。もし表面が黒く焦げても、研磨すれば元の状態に修復できる。20 GPaの高圧下では2500 °C、さらに2009年の発表によると、3000 °Cまたそれ以上の温度に耐えられると報告された。
ダイヤモンドは高温高圧状態の地球深部で形成された炭素の元素鉱物である。大気圧下でのダイヤモンドはグラファイトほど安定せず、熱力学的に不安定(δH = −2 kJ/mol)である。ダイヤモンドは決して永久に無くならないことはないが、それに対しデビアス社は1948年から少なくとも2006年まで "A diamond is forever. "（ダイヤモンドは永遠に）というスローガンを展開していた。しかし、非常に大きな運動エネルギー障壁があるため、標準状態下ではダイヤモンドはグラファイトに変化することはなく、準安定な物質となる。

## さらに深く理解するために
- Pagel-Theisen, Verena. (2001). Diamond grading ABC: The manual (9th ed.), pp. 84–85. Rubin & Son n.v.; Antwerp, Belgium. ISBN 3-9800434-6-0
- Webster, Robert, and Jobbins, E. Allan (Ed.). (1998). Gemmologist's compendium, p. 21, 25, 31. St Edmundsbury Press Ltd, Bury St Edwards. ISBN 0-7198-0291-1